# Harc a bevásárlóközpont ellen
A Harc a bevásárlóközpont ellen (Something Wall-Mart This Way Comes) a South Park című animációs sorozat 120. része (a 8. évad 9. epizódja). Elsőként 2004. november 3-án sugározták az Egyesült Államokban.
A történet szerint South Parkban is megnyílik az első Wal-Mart bevásárlóközpont, ám az egyre több problémát okoz a helyieknek. A cselekmény és a cím utalás a Gonosz lélek közeleg (Something Wicked This Way Comes) című Ray Bradbury-regényre, illetve az abból készült 1983-as Disney-filmre.

## Cselekmény
|  | Alább a cselekmény részletei következnek! |

Az epizód elején Eric Cartman 5 dollárban fogad Kyle Broflovskival abban, hogy aki meghal, az a nadrágjába ürít. Eközben South Park városában is felavatnak egy új Wal-Mart áruházat, amely egyre népszerűbbé válik a lakosok számára, ám ez tönkreteszi a már meglévő, helyi üzleteket. Hamarosan az állástalanná válók is az áruház alkalmazottaivá válnak. South Park ennek következtében szellemvárossá válik, és felkérik az áruház igazgatóját, hogy szüntesse meg az üzletet. Ő azonban mindenki szeme láttára rejtélyes körülmények között életét veszti és halála után a nadrágjába ürít – Cartman boldogan közli Kyle-lal, hogy a fogadás értelmében az öt dollárral tartozik neki. A lakosok ekkor felgyújtják az épületet, de az nemsokára újjáépül. A főszereplő gyerekek az egyik építőmunkás tanácsára Bentonville-be utaznak a Wal-Mart áruházlánc központjába.
A gyerekekhez Cartman is csatlakozik, ám mindenki számára nyilvánvaló, hogy ő a Wal-Mart oldalán áll, és szabotálni akarja társai akcióját. A Wal-Mart elnökétől, Harvey Browntól megtudják, hogy az áruházat egy módon lehet megállítani: ha megkeresik és elpusztítják annak „szívét”. Az elnök nemsokára öngyilkos lesz és amint meghal, a nadrágjába ürít – Cartman legnagyobb örömére, hiszen így Kyle már 10 dollárral tartozik neki.
A főszereplők hazatérnek South Parkba és betörnek a Wal-Martba, ahol találkoznak egy rejtélyes férfivel, aki elmondja nekik, hogyan végezzenek az épülettel. Ők ezt megteszik és a Wal-Mart eltűnik a föld felszínéről (miután megsemmisül, ismét beigazolódik, hogy Cartmannek igaza volt a Kyle-lal kötött fogadással kapcsolatban). A városlakók rádöbbennek, hogy a Wal-Mart szíve valójában ők, a vásárlók voltak és elhatározzák, hogy ismét támogatni fogják a helyi boltot. Így is tesznek, ám a megnövekedett forgalomnak köszönhetően az üzlet egyre nagyobbra nő, míg eléri a korábbi Wal-Mart méretét. A lakosok ekkor felgyújtják az épületet.
|  | Itt a vége a cselekmény részletezésének! |

## Utalások
- A srácok találkozása a rejtélyes emberrel utalás a Mátrix – Újratöltve című filmre.
- A Wal-Mart eltűnése utalás a Poltergeist - Kopogó szellem című filmre.